# Joe Dever
Joe Dever (ur. 12 lutego 1956 w Chingford, zm. 29 listopada 2016) – brytyjski pisarz oraz twórca gier paragrafowych, fabularnych i komputerowych. Stworzył między innymi gry paragrafowe: Samotny wilk oraz Wojownik autostrady. 